# Ричардс (Міссурі)
Ричардс (англ. Richards) — селище (англ. village) в США, в окрузі Вернон штату Міссурі. Населення — 43 особи (2020).

## Географія
Ричардс розташований за координатами 37°54′36″ пн. ш. 94°33′27″ зх. д. / 37.91000° пн. ш. 94.55750° зх. д. (37.909959, -94.557410).  За даними Бюро перепису населення США в 2010 році селище мало площу 0,70 км², з яких 0,69 км² — суходіл та 0,00 км² — водойми.

## Демографія
Згідно з переписом 2010 року, у місті мешкало 96 осіб у 36 домогосподарствах у складі 27 родин. Густота населення становила 138 осіб/км².  Було 44 помешкання (63/км²).
Расовий склад населення:
| - 95,8 % — білих |

До двох чи більше рас належало 4,2 %. Частка іспаномовних становила 1,0 % від усіх жителів.
За віковим діапазоном населення розподілялося таким чином: 29,2 % — особи молодші 18 років, 53,1 % — особи у віці 18—64 років, 17,7 % — особи у віці 65 років та старші. Медіана віку мешканця становила 32,0 року. На 100 осіб жіночої статі у місті припадало 108,7 чоловіків;  на 100 жінок у віці від 18 років та старших — 106,1 чоловіків також старших 18 років.
Середній дохід на одне домашнє господарство  становив 34 663 долари США (медіана — 28 333), а середній дохід на одну сім'ю — 40 068 доларів (медіана — 33 438). Медіана доходів становила 33 750 доларів для чоловіків та 30 750 доларів для жінок. За межею бідності перебувало 42,6 % осіб, у тому числі 75,0 % дітей у віці до 18 років та 5,9 % осіб у віці 65 років та старших.
Цивільне працевлаштоване населення становило 29 осіб. Основні галузі зайнятості: виробництво — 20,7 %, освіта, охорона здоров'я та соціальна допомога — 20,7 %, публічна адміністрація — 17,2 %.